# Кэмп, Джереми
Джереми Томас Кэмп (дата рождения – 12 января 1978 года) — современный христианский музыкант из города Лафейетт, штат Индиана. Кэмп выпустил 7 альбомов: четырём из них был присвоен «Золотой» статус согласно Американской Ассоциации звукозаписывающих компаний (сертификация RIAA), 2 из них – концертные альбомы, а также 17 песен, покоривших вершины разных хит-парадов. Его оригинальный стиль можно назвать сочетанием лирических баллад и рока.

## Ранние годы
Джереми Кэмп родился в городе Лафейетт, штат Индиана, США. Его отец Том, пастор церкви Harvest Chapel (связана с Церковью Голгофы, Коста Меса, штат Калифорния), научил его играть на гитаре. После окончания школы, Джереми в течение двух лет посещал Ассамблеи Бога в Южной Калифорнии, а затем получил диплом специалиста богословия в Библейском колледже Церквей Голгофы. Однажды один из лидеров прославления услышал, как молодой Джереми играл в кухне колледжа. Именно он воодушевил Кэмпа присоединиться к группе прославления. Вскоре после этого Джереми стал сам вести прославление, путешествуя по всей Южной Калифорнии.

## Музыкальная карьера
Четырнадцать песен Джереми стали хитами христианских чартов (в том числе 6 песен с его альбома «Stay»). Его первым синглом стала песня «Understand». Он записал 10 видеоклипов: «Understand», «Walk By Faith», «Take You Back», «Tonight», «Give You Glory», «Let It Fade», «I Am Willing» - песня, не вошедшая ни в один из его альбомов, а также «Speaking Louder Than Before», «The Way» и  «Reckless», выпустил видеосерию духовных размышлений к нескольким песням, разместив их на YouTube и GodTube. Более того, он выпустил DVD, на котором запечатлён обычный день из его турне. Видеозапись Live Unplugged from Franklin, TN является приложением к одноимённому концертному альбому. На YouTube можно увидеть видео на его песню «This Man», которое составлено из кусочков фильма «Страсти Христовы».

### 2005 год
Синглы Джереми «Take You Back» и «Lay Down My Pride» заняли первые места в христианских хит-парадах. Его признали «Лучшим исполнителем» 2005 года по версии читателей журнала Christianity Today. Именно в этому году Джереми получил звание «Композитор года» согласно версии Американского общества композиторов, авторов и издателей (ASCAP), а также выиграл награду Dove Award в качестве лучшего вокалиста года второй год подряд. В 2005 году он записал песню «Open Up Your Eyes» для музыкального сборника «Music Inspired by the Chronicles of Narnia: The Lion, the Witch, and the Wardrobe», альбома, увидевшего свет в сентябре 2005 года и содержащего песни, написанные разными христианскими музыкантами специально для фильма «Хроники Нарнии: Лев, колдунья и платяной шкаф». В конце 2005 года оба альбома Джереми Кэмпа «Stay» и «Carried Me: the Worship Project» стали «золотыми» согласно сертификация RIAA. Джереми также сотрудничал с христианским рэпером KJ-52 в работе над его альбомом «Behind the Musik (A Boy Named Jonah)», исполняя партию в припеве песни «Right Here».

### 2006 год
Джереми получил почётные награды на 28-м ежегодном конкурсе ASCAP Music Awards, став «Композитором года» (за песни «Take You Back» и «This Man»). «Take You Back» также стала «Песней года». Джереми также выиграл две награды CCM Reader's Choice Awards в качестве «Любимого исполнителя» и «Любимого вокалиста». Он выпустил особое издание своего успешного альбома «Restored», в которое вошли 4 новые песни, а также письмо-обращение к поклонникам.
Весной 2006 года Джереми занялся записью «Beyond Measure». Альбом увидел свет 31 октября 2006 года. Более того именно в этом году Кэмп занялся продюсированием альбома своей жены под названием «Don't Wait», вышедшем в сентябре 2006 года.

### 2007 год
«Tonight» - первый сингл с альбома «Beyond Measure» - был выпущен в середине августа 2007 года и стал хитом № 1 современного христианского радио. «Give Me Jesus» - третий сингл с альбома «Beyond Measure» - вошёл в пятёрку песен, занявших первые позиции на радио Inspirational. Четвёртый сингл «Give You Glory» дебютировал на еврейском радио AJ под № 16. «Let it Fade» стала седьмой самой популярной песней, звучавшей на радио HR в 2007 году. В этому году также увидела свет запись концертного тура Джереми Кэмпа «Live Unplugged», состоящая из CD и DVD, записанная в городе Франклин, штат Теннесси.

### 2008–2009 годы
«No Matter What» стала 4-й самой популярной песней в хит-параде журнала R&R в 2008 году. В этом году Джереми выпустил новый студийный альбом «Speaking Louder Than Before», содержащий популярный хит «There Will Be a Day». 17 ноября 2009 года Джереми Кэмп выпустил ещё один концертный альбом под названием «Jeremy Camp Live». В этот альбом вошли разные песни со всех предыдущих альбомов. Альбом «Speaking Louder Than Before» был номинирован на Грэмми, и это была его первая подобная номинация.

### 2010 год до настоящего момента
Альбом «Beyond Measure» получил статус «Золотого» по сертификации RIAA. 24 августа 2010 года был выпущен новый альбом в стиле поклонения «We Cry Out».
Джереми Кэмп был почётным судьёй 10-й ежегодной церемонии Independent Music Awards.
20 мая 2011 года Джереми Кэмп издал свою первую книгу «I Still Believe». Эта книга повествует о жизни Джереми, его детстве, смерти его первой жены и о том, к чему Бог призывает его на данный момент.
13 марта 2012 года Джереми Кэмп выпустил сборник своих самых популярных хитов под названием «I Still Believe: The Number Ones Collection». Альбом включает в себя 15 самых известных его песен, а также новую песню «Wait».
25 сентября 2012 года вышел диск «Christmas: God With Us». Продюсером этого альбома стал Браун Баннистер.
11 ноября 2012 года Джереми Кэмп выступал на фестивале Spirit Fest 2012 в Остине, штат Техас.
12 февраля 2013 года вышел его последний альбом «Reckless». Американский музыкант выпустил свой новый альбом 6 октября 2017 года. Студийная пластинка получила название "The Answer".

## Личная жизнь
Джереми и его первая жена Мелисса Линн Хеннинг (дата рождения – 7 октября 1979 года) поженились 21 октября 2000 года. Вскоре ей поставили диагноз «рак яичников» и она умерла 5 февраля 2001 года. Джереми было 23 года, ей всего 21. В некоторых из его ранних песен он передал эмоциональные переживания во время её болезни.
«I Still Believe» стала первой песней, которую он написал после её смерти. «Walk By Faith» («Живу верой») была написана во время их медового месяца.
В декабре 2003 года Джереми женился на Эдриэн Лишинг, бывшей солистке группы «The Benjamin Gate». У них две дочери и сын: Изабелла Роуз Кэмп (дата рождения – 25 сентября 2004 года), Арианна Мэй Кэмп (дата рождения – 5 апреля 2006 года), и Игэн Томас Кэмп (дата рождения – 17 августа 2011 года). В 2009 году Эдриэн и Джереми объявили о том, что ждут ещё одного ребёнка, но потом на третьем месяце беременности у Эдриэн произошёл выкидыш. Джереми Кэмп был рукоположён на служение.
Джереми Кэмп не имеет родственных связей со Стивом Кэмпом. 11 марта 2020 года в мировой прокат вышла биографическая драма "Верю в любовь" (ориг. "I Still Believe") посвящённая первой жене Джереми - Мелиссе.

## Дискография

### Студийные альбомы
| Год                                    | Альбом                                                                             | Топ-позиция в хит-парадах | Топ-позиция в хит-парадах | Топ-позиция в хит-парадах | Топ-позиция в хит-парадах | Топ-позиция в хит-парадах | Топ-позиция в хит-парадах | Сертификация |
| Год                                    | Альбом                                                                             | US                        | US Rock                   | US Christ                 | US Heat                   | US Catalog                | US Digital                | Сертификация |
| -------------------------------------- | ---------------------------------------------------------------------------------- | ------------------------- | ------------------------- | ------------------------- | ------------------------- | ------------------------- | ------------------------- | ------------ |
| 2001                                   | Burden Me - Выпущен: 2000 - Лейбл: Выпущен независимо                              | —                         | —                         | —                         | —                         | —                         | —                         | —            |
| 2002                                   | Stay - Выпущен: 24 сентября 2002 - Лейбл: BEC Recordings                           | —                         | —                         | 10                        | 13                        | 2                         | —                         | - US: Gold   |
| 2004                                   | Carried Me: The Worship Project - Выпущен: 10 февраля 2004 - Лейбл: BEC Recordings | 102                       | —                         | 2                         | —                         | —                         | —                         | - US: Gold   |
| 2004                                   | Restored - Выпущен: 16 ноября 2004 - Лейбл: BEC Recordings                         | 45                        | 17                        | 1                         | —                         | —                         | —                         | - US: Gold   |
| 2006                                   | Beyond Measure - Выпущен: 31 октября 2006 - Лейбл: BEC Recordings                  | 29                        | 12                        | 1                         | —                         | —                         | —                         | - US: Gold   |
| 2008                                   | Speaking Louder Than Before - Выпущен: 25 ноября 2008 - Лейбл: BEC Recordings      | 38                        | 11                        | 1                         | —                         | —                         | —                         |              |
| 2010                                   | We Cry Out: The Worship Project - Выпущен: 24 августа 2010 - Лейбл: BEC Recordings | 15                        | —                         | 1                         | —                         | —                         | 15                        |              |
| 2012                                   | Christmas: God With Us - Выпущен: 25 сентября 2012 - Лейбл: BEC Recordings         | 119                       | —                         | 27                        | —                         | —                         | —                         | - US: 22,000 |
| 2013                                   | Reckless - Выпущен: 12 февраля 2013 - Лейбл: BEC Recordings                        | 31                        | 10                        | 1                         | —                         | —                         | —                         |              |
| "—" альбом не участвовал в хит-параде. |                                                                                    |                           |                           |                           |                           |                           |                           |              |

### Концертные альбомы
| Год  | Альбом                                                             | Топ позиция | Сертификация      |
| Год  | Альбом                                                             | US          | Сертификация      |
| ---- | ------------------------------------------------------------------ | ----------- | ----------------- |
| 2005 | Live Unplugged - Лейбл: BEC Recordings                             | 111         | - US: 2x Platinum |
| 2009 | Jeremy Camp Live - Выпущен: 17 ноября 2009 - Лейбл: BEC Recordings | —           | —                 |